# Муниципальная стража (Одесса)
Общественное формирование по охране общественного порядка «Муниципальная стража»— коммунальное учреждение в Одессе. Образована в 2015 году, изначально под названием КП «Муниципальная охрана». Целью заявлено охрану имущества территориальной общины Одессы и профилактику правонарушений на территории города. Руководитель — Кольчик Владимир Васильевич.
Коммунальное учреждение входит в созданный Городским советом 27 августа 2014 года Департамент муниципальной безопасности.
По словам мэра Геннадия Труханова предприятие получило охранную лицензию МВД первого уровня (имеет право применять спецсредства). По состоянию на апрель 2017 года сообщалось о штат более 100 человек. В июле 2018 года депутат Одесского горсовета Ольга Квасницкая сообщила о почти 300 человек.

## История создания

### Попытки создания муниципальной милиции

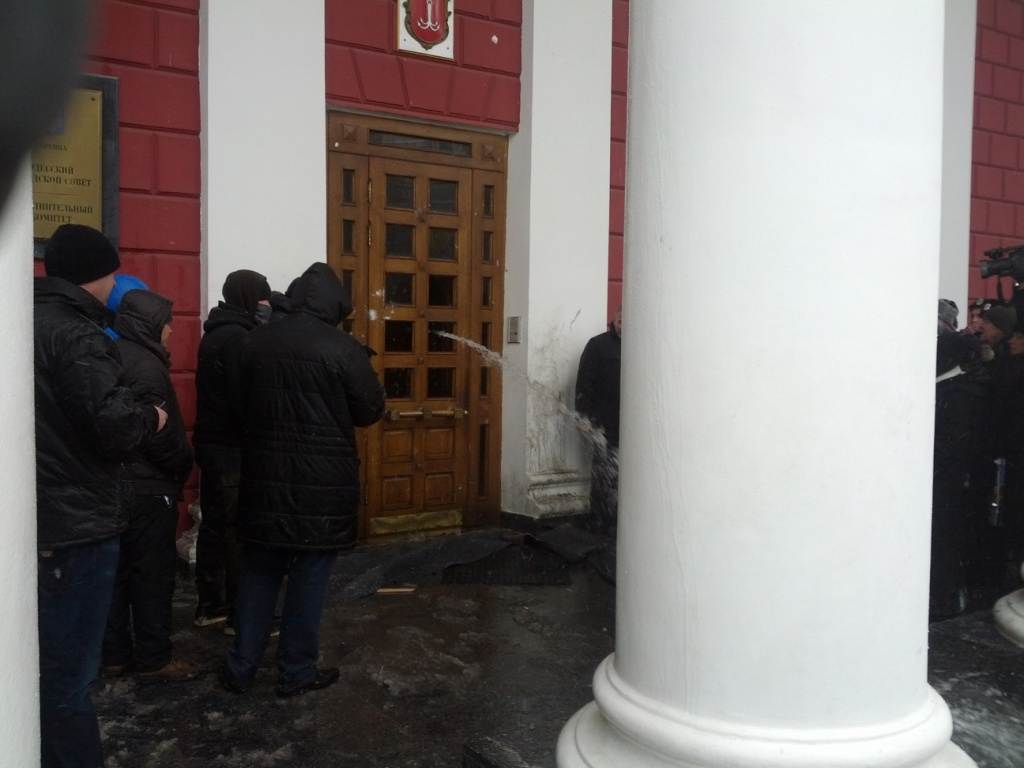
Охрана Одесского горсовета поливает водой митингующих ВО «Свобода» 21 декабря 2012 года

Первые попытки создания муниципальной охраны в Одессе были ещё в 2007 году. Мэр Одессы Эдуард Гурвиц заявлял о планах создания муниципальной милиции для охраны правопорядка в городе в количестве 1000 человек, которая будет заниматься борьбой с бытовой преступностью.
После того как руководство МВД Украины на фоне противостояния между мэром Одессы Е. Гурвицем и Председателем облсовета Г. Боделаном выступило против создания «незаконных военный формирований», вместо муниципальной милиции в 2008 году были созданы «Муниципальные дружины» численностью около 50 человек, которые значительной роли в наведении правопорядка в городе не играли.
В 2008 году рабочей группой под руководством д.ю.н. Михаила Баймуратова написано проект Устава территориальной громады города Одессы, в котором предусматривалось создание муниципальной милиции но этот проект не был принят, а статус муниципальной милиции не был урегулирован в законодательстве Украины. 2012 года для охраны Одесского горсовета вместо государственной службы охраны использовались частные охранные фирмы мэра Одессы О. Костусева

### Департамент муниципальной безопасности

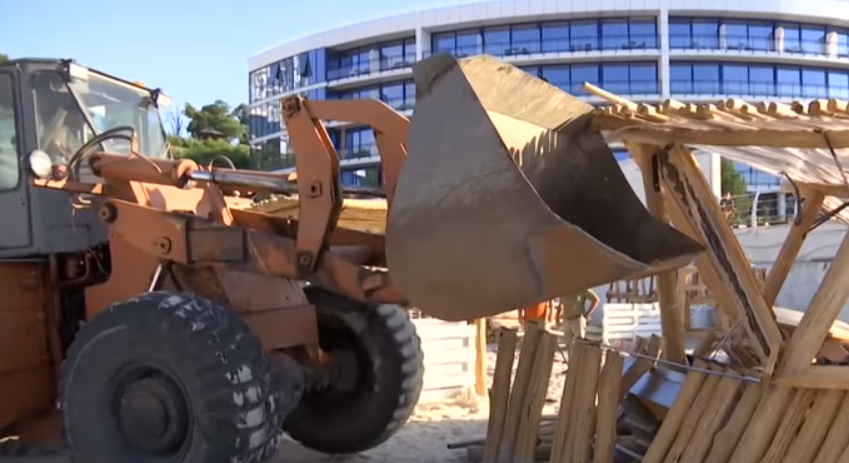
Департамент муниципальной безопасности с участием КУ «Муниципальная стража» демонтирует павильоны на пляже

27 августа 2014 года был создан Департамент муниципальной безопасности Одесского городского совета.
Эта структура взяла на себя функции расформированной экологической милиции, городской инспекции по благоустройству, управления рекламы и торговли, юридического отдела. Департамент координировал деятельность частных охранных структур, которые задействованы в охране общественного порядка.
Среди этих структур охранная компания «Гепард» и общественная организация «Народная стража», которые были связаны с мэром Одессы Г.Трухановым и председателем Одесской ОГА И. Палицей.
«Гепард» и «Народна варта» были замечены в ряде инцидентов, в том числе нападении на одесских активистов во время протестов против вырубки деревьев и строительства парковочной площадки на Трассе здоровья, среди нападавших были замечены бывшие члены Антимайдана.
16 июня 2014 года представители охранной фирмы «Гепард» вступили в драку с участниками акций протеста относительно Сбития Ил-76 в Луганске возле российского консульства в Одессе, в результате которой пострадали активисты.
Также «Гепард» участвовал в вооруженном противостоянии вокруг Одесского нефтеперерабатывающего завода. Директором департамента муниципальной безопасности в апреле 2017 года был назначен Виктор Кузнецов, который за время президентства В.Януковича был начальником управления ГАИ Одессы и отметился чередой коррупционных скандалов.

### Муниципальная охрана
16 апреля 2015 года принято решение о создании коммунального предприятия Одесского городского совета «Муниципальная охрана».
В новое предприятие вошли бывшие члены охранных фирм «Гепард» и «Народна варта».
В марте 2016 КП «Муниципальная охрана» получило лицензию на охранную деятельность 1-го уровня от Министерства внутренних дел и имеет полномочия иметь при себе специальные средства (газовые баллончики, дубинки), патрулировать улицы, охранять административные здания и обеспечивать безопасность административных зданий и физических лиц.
К другим функциям Муниципальной охраны входит содействие охране и обеспечению общественного порядка во время проведения массовых мероприятий, а также контроль за торговлей, демонтажем и установкой Мафов, выполнением правил благоустройства, ремонтом домов и тротуаров, демонтажем юнипаркеров, борьба с незаконным захватом земли, контроль проезда автомобилей на Трассу здоровья. КП «Муниципальная охрана» приняла на себя функции охраны Одесского городского совета, а также районных советов города Одесса, после чего был ограничен допуск общественных деятелей и журналистов в горсовет. По факту недопуска журналистов 14 июня 2017 года на сессию Одесского городского совета было открыто уголовное производство.

### Муниципальная стража
14 декабря 2017 года на сессии Одесского городского совета было принято решение о реорганизации коммунального предприятия «Муниципальная охрана» в коммунальное учреждение «Муниципальная стража».
Необходимость реорганизации была обоснована тем, что муниципальное предприятие не занималось деятельностью, связанной с получением прибыли, поэтому было реорганизовано в коммунальное учреждение.
По состоянию на июль 2018 реорганизация не была завершена, по данным сайта городского совета Одессы КП «Муниципальная охрана» находится в стадии прекращения. 25 апреля 2018 года сессия Одесского горсовета приняла решение о выделении дополнительных 26 млн гривен на повышение заработной платы сотрудникам КП «Муниципальная стража», закупку амуниции, одежды и другие нужды. Директор департамента муниципальной безопасности Виктор Кузнецов обосновывал необходимость повышения увеличением количества работников «Коммунального дозора» со 100 человек до 200.

## Скандалы

### Нападения на активистов

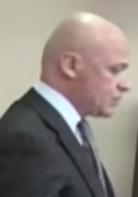
Суд над Геннадием Трухановым, февраль 2018

Журналисты неоднократно называли учреждение «персональной армией Труханова», сообщали о препятствовании журналистской деятельности, и избиения. Так общественный активист Владислав Балинский сообщил, что 10 апреля 2015 года во время флешмоба был силой выведен пятью сотрудниками Коммунальной охраны в комнату без камер в помещении городского совета и избит. Дело внесено в ЕРДР. Летом и в начале осени 2017 года Муниципальная стража несколько раз принимала участие в разгоне бессрочных акций против мэра Труханова. Были побиты больше десятка активистов, которых с переломами доставлены в больницу. За превышение полномочий не было принято никаких санкций, только уволен лишь один работник .
Неоднократно нападали на Юрия Дьяченко (укр. Юрій Дяченко), председателя Одесского городского отделения «ДемАльянса» из-за политической и журналистской деятельности: 13 июня 2017 года в городском совете по указанию городского головы Геннадия Труханова было совершено нападение на него группой лиц (муниципальной охраной), когда он снимал заседания согласительного совета, после чего видео этого заседания и заседаний комиссий с его личного телефона удалили (а видео с камер наблюдения пропало) и на следующий день 14 июня 2017 во время сессии городского совета муниципальная охрана уже вместе с сотрудниками частной охраны "Зевс" напали на него и других журналистов повторно, разбили телефон, на который он снимал, 20 сентября 2017 во время сессии городского совета снова нападали на него и других вместе с сотрудниками полиции и национальной гвардии, а почти через год во время сессии одесского городского совета 19 сентября 2018 в помещении городского совета муниципальная стража и сотрудники муниципальной безопасности группой лиц вновь напали на него, применив грубую физическую силу, и выволокли из помещения. Во всех случаях сотрудники муниципальной стражи (муниципальной охраны) и департамента муниципальной безопасности городского совета, которому они подчиняются, ограничивали и физически препятствовали доступу на заседания городского совета.
Неоднократно нападали на Виталия Устименко, председателя Одесского городского отделения «Автомайдана» за его высказывания: 26 апреля 2017 во время заседания сессии одесского городского совета сотрудники муниципальной охраны выволокли его из сессионного зала и избили в помещении городского совета, 15 февраля 2018 года в Киеве, при рассмотрении меры пресечения одесскому городскому голове Геннадию Труханову, снова выволокли его из зала заседания и избили, а также произошли столкновения между неизвестными мужчинами в черной форме и активистами праворадикальных организаций «Нацдружины» и «С14». Того же дня пресс-секретарь заместителя председателя одесского опубликовал фотографию 71 сотрудников Муниципальной стражи на Думской площади, заявив, что она сделана в 17:45 и опровергает утверждение об участии стражи в киевских столкновениях. Ещё 128 работников, по его словам, отсутствовали на фотографии из-за занятости на дежурствах.

### Демонтаж на территории гостиного двора «Дом Павловых»

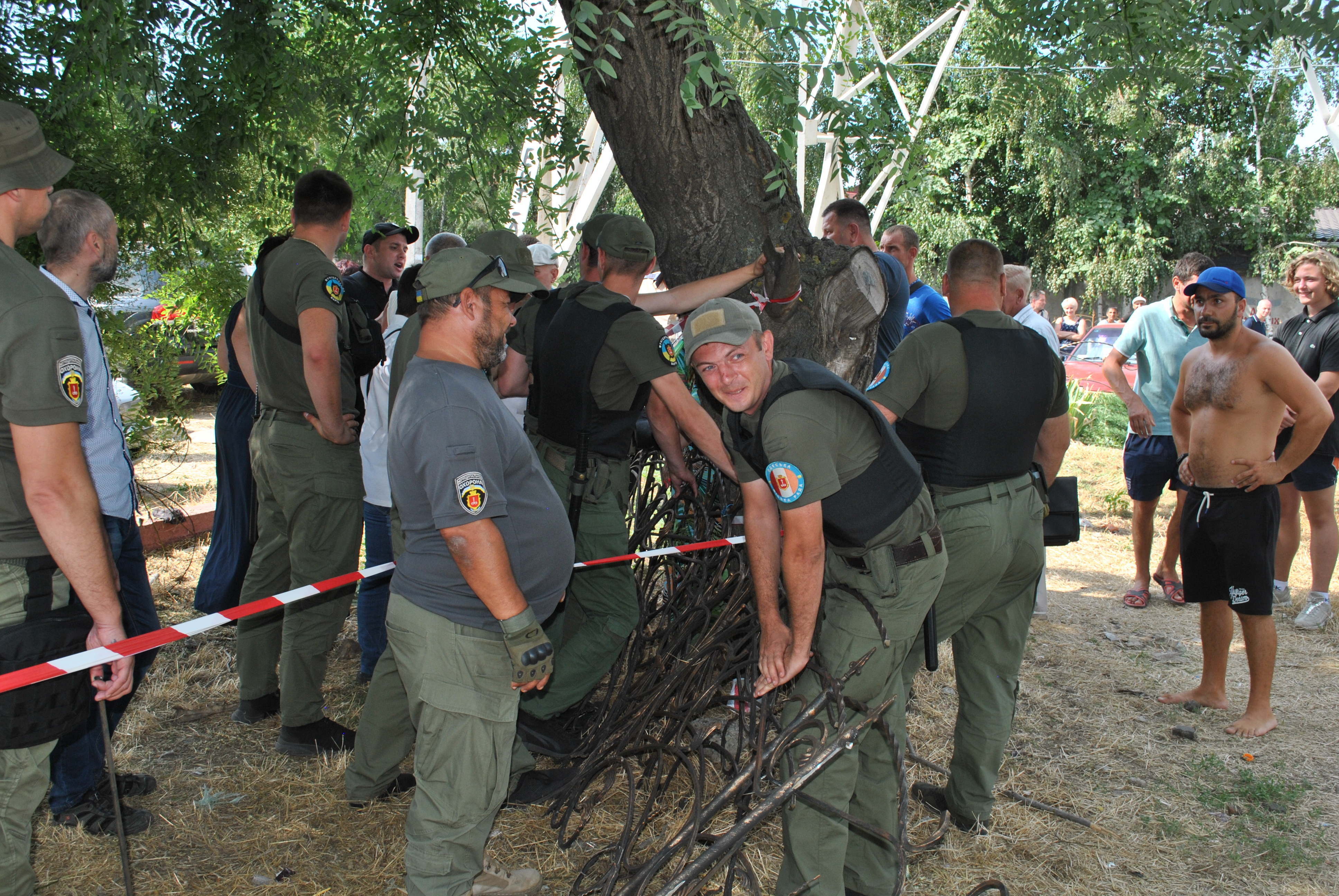
Одесская «Муниципальная стража» демонтирует декоративное ограждение на территорию гостиного двора Дома Павловых

10 июля 2018 года сотрудники КУ «Муниципальная стража» осуществила демонтаж декоративного забора на территории гостиного двора «Дом Павловых». Действия муниципалов вызвали критику с точки зрения законности. Для демонтажа приехало несколько автомобилей коммунального учреждения, с общим количеством человек около 80 человек, часть из них была воорудружина спецсредствами. Также для демонтажа был задействован бульдозер. По словам очевидцев среди упомянутых лиц был первый заместитель руководителя департамента муниципальной безопасности Юрий Савченко. Ни он, ни другие сотрудники КУ «Муниципальной стражи» не показали своих удостоверений. Более того вышеуказанные лица отказались предъявить документы, которые давали бы им разрешение проводить запланированные действия по демонтажу. Зато владельцы сооружения показали документы, удостоверяющие законность постройки. Более того, накануне суд запретил проводить любые действия по демонтажу на территории парковки в переулке Векслера, где находится гостеприимный двор «Дом Павловых».
Событиям 10 июля предшествовало внесение изменений в системы градостроительного кадастра Одессы. По мнению адвоката Станислава Десятника, неустановленный на тот момент, сотрудник ЧП «Одесгеосервіс» внес на планшет геоподоснови заведомо ложные сведения, а именно — стер с карты ограду гостиного двора «Дом Павловых». По факту правонарушения данные были внесены в ЕРДР с правовой квалификацией — статья 366 часть 1 (Служебный подлог).
Подобные действия со стороны сотрудников Департамента муниципальной безопасности и КУ «Муниципальная стража», по мнению представителей гостиного двора «Дом Павловых» подчеркивают тенденцию нарушения одного из ключевых прав в украинском демократическом обществе, а именно право собственности.

### Нападение на журналистов 13 июля 2018

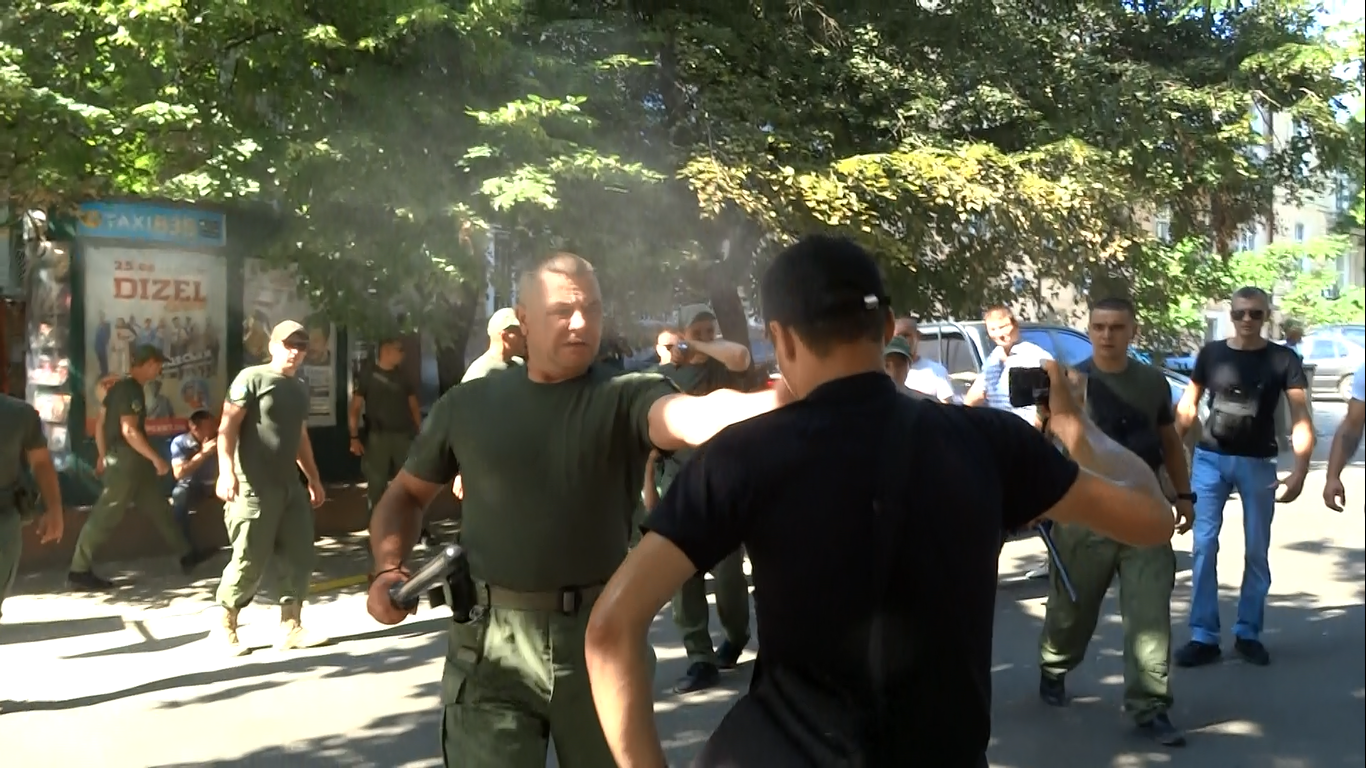
Сотрудники КП «Муниципальная стража» наносят удары и применяют спецсредства против журналиста

13 июля 2018 сотрудники «Муниципальной стражи» напали на журналистов, которые проводили съемки конфликта между представителями «Муниципальной стражи» и адвокатской компании «Редут» на парковочной площадке, причиной которого был демонтаж парковочных столбиков. Представители КУ «Муниципальная стража» применили к журналистам слезоточивый газ и резиновые дубинки. В результате пострадало двое журналистов газеты «Общественный прибой» Виталий Ткаченко и Мирослав Бекчев и журналист газеты «Нераскрытые преступления» Константин Слободянюк. Мирослав Бекчев был госпитализирован с черепно-мозговой травмой, ожогами лица и следами удушения.
Двум сотрудникам «Муниципальной охраны» вручили подозрения о нападении на журналистов, по этим инцидентом полиция возбудила уголовное дело по трем статьям Уголовного кодекса: хулиганство, препятствование законной профессиональной деятельности журналистов, угроза или насилие в отношении журналиста. 16 июля 2018 года прокуратура внесла ходатайство в Приморский райсуд об избрании правонарушителям меры пресечения. 18 июля 2018 года Приморский районный суд города Одессы назначил домашний арест двум сотрудникам муниципальной стражи, которые избили журналистов>.
Нападение на журналистов осудил бывший в 2011 году представителем ОБСЕ по вопросам борьбы с расизмом, ксенофобией и дискриминацией, профессор Массимо Интровинье. По его мнению, жестокость представителей власти в таком незначительном конфликте выглядит довольно странно и вероятно есть только «примитивной демонстрацией власти и силы».